# Lyncestis amphix
Lyncestis amphix là một loài bướm đêm trong họ Erebidae.